# Nordische Skiweltmeisterschaften 1929/Teilnehmer (Österreich)
Österreich war bei den 6. Nordischen Skiweltmeisterschaften, die vom 5. bis 10. Februar 1929 in Zakopane in Polen stattfanden, mit einem, dem Allgemeinen Österreichischen Skiverband angehörigen, Teilnehmer vertreten. 
Alfred Kutschera gehörte der Skilaufsektion des Österreichischen Touring-Clubs an und war somit Verbandsangehöriger des AÖSV. 
In Zakopane nahm er am Skispringen von der Wielka Krokiew teil, vermochte sich aber im Endklassement mit zwei gestürzten Sprüngen über 48 und 49 Meter nicht zu platzieren. 

## Teilnehmer und Ergebnisse
| Sportler         | Verein      | Skilanglauf 18 km | Skilanglauf 50 km | Skispringen K-60 | N. Komb. 18 km / K-60 | Ski Alpin Abfahrt | Patrouille 28 km |
| ---------------- | ----------- | ----------------- | ----------------- | ---------------- | --------------------- | ----------------- | ---------------- |
| Alfred Kutschera | Ö.T.C. Wien | –                 | –                 | DNF              | –                     | –                 | –                |

## Legende
- DNF = Did not finish (nicht beendet bzw. aufgegeben)